# Fritz Burger (Maler, 1867)
Fritz Burger (* 16. Juli 1867 in München; † 11. April 1927 in Lindau, heimatberechtigt in Burg) war ein Schweizer Maler und Grafiker. Sein Werk umfasst Landschaften, Porträts, Stillleben und Genrebilder.

## Leben und Werk
Burger war ein Sohn des Kupferstechers Johann Burger und studierte ab Oktober 1884 an der Akademie der Bildenden Künste München. 1901 nahm er an der achten Internationalen Kunstausstellung im Königlichen Glaspalast teil. In Basel eröffnete er ein «Damenatelier». Eine Schülerin von ihm war Martha Haffter. Burger malte u. a. die Porträts von Andreas Heusler, Jakob Wackernagel und Franz Overbeck. 
Später lebte er in der Künstlersiedlung von Kleinmachnow. In dieser wohnten u. a. der Maler Robert Hoffmann (1868–1935), der Bildhauer Ferdinand Lepcke sowie die Schriftsteller Lily Braun, Heinrich Braun und Adolf Reinicke. Einige Jahre lebte er zudem in Paris, wo er dem Maler Jacques-Émile Blanche nahestand und sich einen Namen als Porträtist machte.
Burger war mit der aus München stammende Künstlerin Sophie Burger-Hartmann (1868–1940) verheiratet. Sie war die Tochter des Bahningenieurs August Hartmann.